# Società anonima delle ferrovie sussidiate
La Società anonima delle ferrovie sussidiate era una società costituita allo scopo di rilevare e gestire alcune linee ferroviarie della Puglia in precedenza concesse ad una società di Londra dal nome The subventioned railways corporation limited. Nel 1931 confluì nelle Ferrovie del Sud Est.

## Storia
La società anonima venne fondata nel 1905 per rilevare una precedente società londinese The subventioned railways corporation limited. Questa era stata costituita alla fine del XIX secolo allo scopo di costruire ed esercire linee ferroviarie nell'entroterra barese, realizzando tra il 1900 e il 1905 la linea Bari-Locorotondo con diramazione Mungivacca-Casamassima-Putignano. L'insufficiente traffico della linea e gli oneri di costruzione fecero sì che la società entrasse in difficoltà finanziarie, aggravate dal fallimento (avvenuto nel 1906) della banca comasca Sala Regazzoni & C., principale finanziatrice della società, la quale fu dichiarata fallita il 10 ottobre 1906 ed era stata rilevata dalla nuova società.
Dopo un discreto inizio, i conti sociali ritornarono in rosso, tanto da portare nel 1918 al commissariamento dell'azienda; l'anno successivo il pacchetto azionario di maggioranza fu acquistato dalla Banca Italiana di Sconto, la quale lo cedette pochi anni dopo all'avvocato Ugo Pasquini.
Nel frattempo, il 12 luglio 1911 la Società anonima italiana per le ferrovie salentine aveva ottenuto la concessione per la costruzione e l'esercizio della tratta Francavilla Fontana-Ceglie Messapica-Martina Franca-Locorotondo, che si sarebbe dovuta connettere con l'esistente linea: la connessione tra le due linee avvenne il 24 dicembre 1925 con l'apertura della Martina Franca-Locorotondo.
La società venne sciolta confluendo nel 1931 nelle nuove Ferrovie del Sud Est.

## Linee costruite
- Bari - Locorotondo
- Mungivacca 
- Casamassima - Putignano

## Parco rotabili

### Materiale motore
| Unità | Costruttore    | Anno      | Rodiggio | Tipo                | Note                                                                 |
| ----- | -------------- | --------- | -------- | ------------------- | -------------------------------------------------------------------- |
| 1÷10  | St. Leonard    | 1899-1901 | 0-3-0    | Locotender a vapore |                                                                      |
| 11    | SLM Winterthur | 1890      | 0-3-0    | Locotender a vapore | Acquisita nel 1906 dalla Società per le strade ferrate della Sicilia |
| 12    | St. Leonard    | 1905      | 0-3-0    | Locotender a vapore |                                                                      |
| 13÷14 | St. Leonard    | 1914      | 0-4-0    | Locotender a vapore | Acquistate usate nel 1921                                            |

### Materiale rimorchiato
Per il servizio viaggiatori prestavano servizio quarantuno carrozze a due assi (tutte con terrazzini tranne quattro), di cui due di prima classe, dieci miste di prima e seconda classe, tre di seconda classe, tre miste di seconda e terza classe le restanti di sola terza classe, tutte costruite dalla belga L'Industrie di Lovanio.
Completavano il materiale rimorchiato sei bagagliai a due assi e svariati carri merci di vario tipo.